# Leptoperla thompsoni
Leptoperla thompsoni är en bäcksländeart som beskrevs av Günther Theischinger 1988. Leptoperla thompsoni ingår i släktet Leptoperla och familjen Gripopterygidae. Inga underarter finns listade i Catalogue of Life.